# Tinariwen
Tinariwen (Tamasheq: tomme steder) er en malisk musikgruppe, som blev dannet i 1982 i Muammar Gaddafis lejre af tuaregiske oprørere. De spiller Tishoumaren, og synger ofte på Tamasheq eller fransk. Deres sange omhandler mest ønsket om uafhængighed fra Mali.
Tinariwen har udgivet flere kasettealbum gennem årene, men i 2000 begyndte de at optage deres første cd-album. Albummets navn var The Radio Tisdas Sessions, og det er samtidig deres første udgivelse uden for Afrika

## Medlemmer
- Ibrahim – guitarist og sanger
- Kiddou – guitarist og sanger
- Mohammed "Japonais" – guitarist og sanger
- Foy Foy – guitarist og sanger
- Abdallah – guitarist, bassist og sanger
- Hassan – guitarist, percussionist og sanger
- Seyid – percussionist
- Nina – kor
- Anini – kor
- Bogness – kor
- Eyadou – guitarist og sanger

## Diskografi
- The Radio Tisdas Sessions – 2002 – album
- Amassakoul – 2004 – album
- Aman Iman – 2007 – album